# Kralice nad Oslavou
Kralice nad Oslavou (in tedesco Kralitz) è un comune della Repubblica Ceca facente parte del distretto di Třebíč, nella regione di Vysočina.